# Lijst van nummer 1-albums in de UK Albums Chart in 1969
De volgende albums stonden in 1969 op nummer 1 in de UK Albums Chart. De albumlijst werd wekelijks samengesteld door The Official Charts Company.
| Datum        | Artiest            | Titel                                             | Weken op nummer 1 |
| ------------ | ------------------ | ------------------------------------------------- | ----------------- |
| 25 januari   | The Seekers        | The best of The Seekers                           | 1                 |
| 1 februari   | The Beatles        | The Beatles                                       | 1                 |
| 8 februari   | The Seekers        | The best of The Seekers                           | 1                 |
| 15 februari  | The Supremes       | Diana Ross & The Supremes join the Temptations    | 4                 |
| 15 maart     | Cream              | Goodbye                                           | 2                 |
| 29 maart     | The Seekers        | The best of The Seekers                           | 2                 |
| 12 april     | Cream              | Goodbye                                           | 1                 |
| 19 april     | The Seekers        | The best of The Seekers                           | 1                 |
| 26 april     | Cream              | Goodbye                                           | 1                 |
| 3 mei        | The Seekers        | The best of The Seekers                           | 1                 |
| 10 mei       | Moody Blues        | On the Threshold of a Dream                       | 2                 |
| 24 mei       | Bob Dylan          | Nashville Skyline                                 | 4                 |
| 21 juni      | Ray Conniff        | His Orchestra, His Chorus, His Singers, His Sound | 3                 |
| 12 juli      | Jim Reeves         | According to my Heart                             | 4                 |
| 9 augustus   | Jethro Tull        | Stand Up                                          | 3                 |
| 30 augustus  | Elvis Presley      | From Elvis in Memphis                             | 1                 |
| 6 september  | Jethro Tull        | Stand Up                                          | 2                 |
| 20 september | Blind Faith        | Blind Faith                                       | 2                 |
| 4 oktober    | The Beatles        | Abbey Road                                        | 11                |
| 20 december  | The Rolling Stones | Let It Bleed                                      | 1                 |
| 27 december  | The Beatles        | Abbey Road                                        | 6                 |

1956 ·
1957 ·
1958 ·
1959 ·
1960 ·
1961 ·
1962 ·
1963 ·
1964 ·
1965 ·
1966 ·
1967 ·
1968 ·
1969 ·
1970 ·
1971 ·
1972 ·
1973 ·
1974 ·
1975 ·
1976 ·
1977 ·
1978 ·
1979 ·
1980 ·
1981 ·
1982 ·
1983 ·
1984 ·
1985 ·
1986 ·
1987 ·
1988 ·
1989 ·
1990 ·
1991 ·
1992 ·
1993 ·
1994 ·
1995 ·
1996 ·
1997 ·
1998 ·
1999 ·
2000 ·
2001 ·
2002 ·
2003 ·
2004 ·
2005 ·
2006 ·
2007 ·
2008 ·
2009 ·
2010 ·
2011 ·
2012 ·
2013 ·
2014 ·
2015 ·
2016 ·
2017 ·
2018 ·
2019
- Nederland
- Nederland (LP Top 20)
- Verenigd Koninkrijk